# Victoria, Honduras
Victoria är en ort i Honduras.   Den ligger i departementet Departamento de Yoro, i den västra delen av landet, 170 km norr om huvudstaden Tegucigalpa. Victoria ligger 23 meter över havet och antalet invånare är 2 884.
Terrängen runt Victoria är platt åt nordväst, men åt sydost är den kuperad. Runt Victoria är det ganska tätbefolkat, med 62 invånare per kvadratkilometer. Närmaste större samhälle är El Progreso, 11,9 km söder om Victoria. Omgivningarna runt Victoria är en mosaik av jordbruksmark och naturlig växtlighet.